# Balettstövel

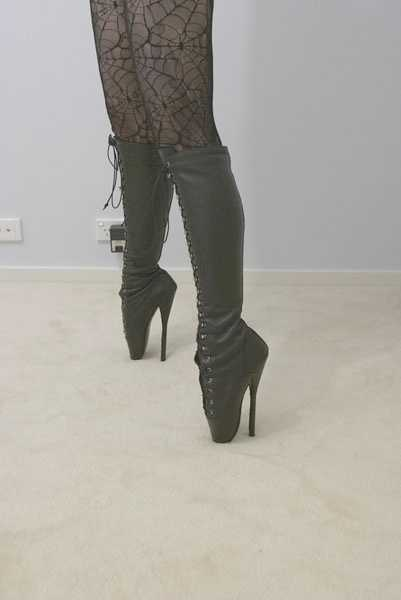
Knähöga balettstövlar.

En balettstövel är en typ av fetischistisk fotbeklädnad som blandar utseendet på tåskor och högklackade skor. Idén och illusionen är att få bärarens fötter i en pointe, som en ballerina, med stöd av långa klackar.